# Erminia Perfetto
Erminia Perfetto (9 de junio de 1995) es una deportista italiana que compite en karate, en la modalidad de kumite.
Ganó una medalla de plata en los Juegos Europeos de Cracovia 2023 y dos medallas en el Campeonato Europeo de Karate, plata en 2022 y bronce en 2023.

## Palmarés internacional
| Juegos Europeos    | Juegos Europeos         | Juegos Europeos   | Juegos Europeos |
| Año                | Lugar                   | Medalla           | Prueba          |
| ------------------ | ----------------------- | ----------------- | --------------- |
| 2023               | Bielsko-Biała (Polonia) | Medalla de plata  | –50 kg          |
| Campeonato Europeo |                         |                   |                 |
| Año                | Lugar                   | Medalla           | Prueba          |
| 2022               | Gaziantep (Turquía)     | Medalla de plata  | –50 kg          |
| 2023               | Guadalajara (España)    | Medalla de bronce | –50 kg          |